# Burchard (Liesborn)
Burchard (* unbekannt; † 5. März 1239 in Soest) war von 1221 bis 1239 der sechste Abt des Benediktinerklosters Liesborn.

## Leben
Unmittelbar nach dem Fortgang seines Vorgängers Abt Werner wurde Burchard am 7. April 1221 gewählt und am folgenden Tag benediziert. Unüblich ist, dass ihm nicht in Liesborn, sondern in Coesfeld die Abtsbenediktion zuteilwurde. Außerdem ist erstaunlich, dass Burchard überhaupt zum Abt gewählt worden ist, da er zuvor in Liesborn das Amt des Kellners bekleidete und nicht das Amt des Priors, das eigentlich das ranghöchste nach dem Abt ist.
Burchard hatte in seiner Regentenzeit einen besonderen Fokus auf der Güterverwaltung, so dass das Kloster seinen Besitz an Gütern durch ihn erweitern konnte.
Als sein Todestag gilt der 5. März 1239. Er soll nach Soest gekommen sein, wo er nach Heilung für seine Krankheit suchte. Dort ist er verstorben und wurde bereits am 6. März in seinem Kloster im Turm der Pfarrkirche begraben. In diesem Turm lagen zudem die erste Äbtissin Roswindis  sowie die Äbte Gottschalk und Gerhard begraben.